# Wytyczne techniczne G-3.1
Wytyczne techniczne G-3.1 – archiwalne wytyczne, zbiór zasad technicznych dotyczących wykonywania prac geodezyjnych w Polsce związanych z zakładaniem osnów realizacyjnych, wprowadzony zaleceniem Dyrektora Biura Rozwoju Nauki i Techniki Andrzeja Zglińskiego z 14 stycznia 1983 w sprawie stosowania wytycznych technicznych "G-3.1 Osnowy realizacyjne". 
Wytyczne G-3.1 zostały znowelizowane wytycznymi technicznymi G-3.1 : 2007 "Pomiary i opracowania realizacyjne" i stanowiły uzupełnienie instrukcji technicznej G-3 będącej do 8 czerwca 2012 standardem technicznym w geodezji.
Zasady określone tymi wytycznymi zostały wprowadzone w celu ujednolicenia prac związanych z zakładaniem i wykonywaniem geodezyjnych pomiarów osnów realizacyjnych w ramach geodezyjnej obsługi inwestycji. Ostatnim obowiązującym wydaniem było wydanie II z 1987 opracowane w Instytucie Geodezji i Kartografii Głównego Urzędu Geodezji i Kartografii (przy wykorzystaniu prac wykonanych przez OPGK w Katowicach, Akademię Górniczo-Hutnicza im. Stanisława Staszica w Krakowie, Politechnikę Rzeszowską i OPGK w Szczecinie) przez zespół w składzie: Bogdan Ney, Wojciech Janusz, Krzysztof Kuczera przy konsultacji Jana Śliwki.
Zasady techniczne wytycznych G-3.1 regulują:
- systematykę osnów realizacyjnych
- zasady ustalania i wyznaczania dokładności sieci
- projektowanie, zakładanie i utrwalanie osnów na gruncie
- metody pomiarów osnów oraz sposoby obliczania i ich wyrównywania
- zagadnienia specjalne obejmujące: kontrolę, wznowienia oraz powiększanie sieci

Wytyczne te zawierają, w postaci 14 załączników, wzory i przykłady m.in.: szkiców obrazujących przykładowe osnowy realizacyjne, analizy dokładności, przybliżonych wartości błędów, typów znaków oraz zastosowania różnych typów osnowy.